# Stefan Lorenz Sorgner

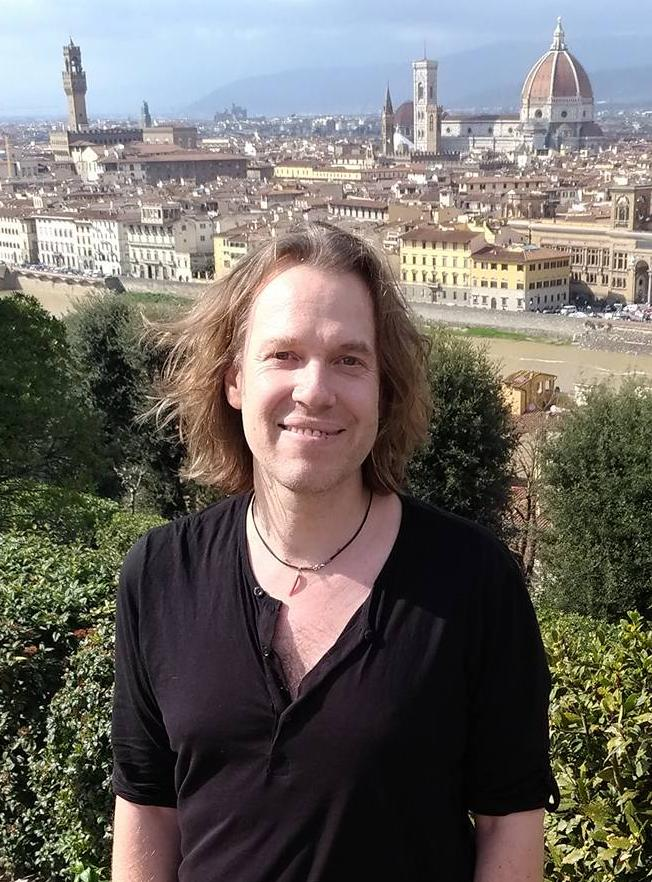
Stefan L. Sorgner en Florencia, abril de 2018

Stefan Lorenz Sorgner (Wetzlar, Alemania, 1973) es un filósofo alemán, un estudioso de Nietzsche, filósofo de la música y una autoridad en el campo de la ética de las tecnologías emergentes.

## Vida
Sorgner nació el 15 de octubre de 1973 en Wetzlar (Alemania). Estudió filosofía en King’s College de Londres, obtuvo un máster en filosofía en la Universidad de Durham (examinadores: David E. Cooper, Durham; David Owen, Southampton) y obtuvo un doctorado en filosofía por la Universidad Justus Liebig de Gießen y la Universidad Friedrich Schiller de Jena (examinadores: Wolfgang Welsch, Jena; Gianni Vattimo, Turín). Enseñó filosofía y ética en estas tres universidades, así como en la Universidad de Erfurt y la Universidad de Erlangen-Núremberg. Actualmente, enseña en la John Cabot University en Roma y es miembro del consejo editorial de varias publicaciones importantes, entre ellas The Journal of Posthuman Studies.

## Nietzsche, posthumanismo y transhumanismo
En el número 20(1) de The Journal of Evolution and Technology (JET), se publicó el artículo de Sorgner «Nietzsche, the Overhuman and Transhumanism» (en español: «Nietzsche, el superhombre y el transhumanismo»), en el cual argumenta que hay similitudes significativas entre el concepto nietzscheano de Übermensch (traducido tradicionalmente como «superhombre» y más recientemente como «ultrahumano» o «sobrehumano») y el concepto de lo posthumano propuesto por el transhumanismo. Su interpretación ha generado reacciones tanto entre los estudiosos de Nietzsche como entre varios autores transhumanistas. Los editores de JET dedicaron un número especial en torno a la pregunta sobre la relación entre el transhumanismo, Nietzsche y las filosofías posthumanistas europeas. El número 21(1) de enero de 2010 de JET, fue publicado bajo el título Nietzsche and European Posthumanisms (Nietzsche y los posthumanismos europeos) e incluía respuestas al artículo de Sorgner, entre ellas la de Max More y Michael Hauskeller. A raíz del intenso debate, los editores de la revista decidieron darle a Sorgner la oportunidad de responder a estos artículos. En el segundo volumen del número 22 (octubre de 2010), Sorgner replicó a las diversas respuestas con otro artículo titulado «Beyond Humanism: Reflections on Trans- and Posthumanism» (en español: «Más allá del humanismo: reflexiones sobre trans- y posthumanismo). Además, en este artículo también saca a relucir algunos aspectos de su propia posición filosófica, fuertemente influenciada por su maestro, Gianni Vattimo. Sorgner acepta el «pensamiento débil» (pensiero debole) de Vattimo, pero critica su concepción de la historia del debilitamiento del ser. Como alternativa, Sorgner sugiere una interpretación mundana, naturalista y perspectivista del mundo que explica en detalle en su monografía «Menschenwürde nach Nietzsche: Die Geschichte eines Begriffs» (2010). Sorgner entiende el «nihilismo», en la obra de Nietzsche, como una ganancia: «Desde el punto de vista de mi perspectivismo, esto también significa que la concepción prevalente de la dignidad humana no tiene más probabilidades de dar con la verdad como correspondencia con la realidad que las concepciones de Adof Hitler o Pol Pot». Después de que bioéticos y transhumanistas hubiesen discutido la relación entre Nietzsche y el transhumanismo, el debate fue abordado por relevantes estudiosos nietzscheanos como Keith Ansell-Pearson, Paul Loeb y Babette Babich, quienes escribieron sus respuestas en la revista The Agonist, publicada por el Nietzsche Circle New York.
El metahumanismo perspectivista de Sorgner y particularmente su monografía sobre la dignidad humana fueron debatidas en un simposio organizado por el Nietzsche-Forum München, una organización de la cual fue cofundador Thomas Mann. En este evento, importantes filósofos y filósofas alemanas como Annemarie Pieper respondieron a las radicales propuestas de Sorgner sobre la necesidad de revisar la concepción predominante de dignidad humana. En mayo de 2013, el semanario alemán Die Zeit publicó una entrevista con Sorgner en la que se sintetizan varias de sus propuestas respecto de la dignidad humana, las tecnologías emergentes, y el trans/posthumanismo. En agosto de 2014 fue publicada una colección de ensayos titulada Umwertung der Menschenwürde (Transvaloración de la dignidad humana), editada por Beatrix Vogel en la editorial Alber Verlag, en la que importantes teólogos, filósofos y éticos internacionales escribieron contestaciones críticas a las propuestas de Sorgner relacionadas con la noción de dignidad humana.
Sorgner ha sido invitado como conferencista principal en muchos eventos y conferencias de impacto como Phil.Cologne, TED, el World Humanities Forum y el ICISTS-KAIST. De acuerdo con el Dr. Zimmermann de la Identity Foudation, un think tank alemán privado fundado recientemente, Sorgner es el «filósofo trans/posthumanista líder en Alemania» (Deutschlands führender post- und transhumanistischer Philosoph).

## Libros publicados
- Metaphysics Without Truth: On the Importance of Consistency Within Nietzsche's Philosophy. Marquette, 2007.
- Music in German Philosophy. An introduction. University of Chicago Press, 2010. (Editor, junto a Oliver Fürbeth)
- Menschenwürde nach Nietzsche: Die Geschichte eines Begriffs. WBG, 2010.
- Transhumanismus. "Die gefärhlichste Idee der Welt"!?. Herder, 2016.